# 我妻堯
我妻 堯（我妻 尭、わがつま たかし、1930年1月9日 - 2020年5月15日）は、日本の産婦人科医・法医学者。東京大学医学部助教授を経て、国立病院医療センター（現：国立国際医療研究センター）国際医療協力部の初代部長や、米沢有為会我妻榮記念館名誉館長を務めた。

## 来歴・人物
我妻栄の次男として東京に生まれる。青春時代に敗戦を迎えたため、医学なら戦争に利用されないだろうと考え医師を志す。
1955年東京大学医学部卒業。1960年同大学院生物系研究科医学専門課程博士課程修了。「妊娠中毒症の腎クリアランスに関する研究、特に四型分類との関係について」で医学博士の学位を取得、東大医学部助手となる。1962年からロンドン大学、1964年から米国ジョンズ・ホプキンズ大学で学ぶ。
1966年に帰国。愛育病院産婦人科部長、東京大学講師、同助教授を歴任。1976年国立病院医療センター（現：国立国際医療研究センター）に転じ産婦人科医長となる。1986年医長から横滑りで、厚生省（現：厚生労働省）が日本における医療援助の拠点として同センターに発足させた国際医療協力部の初代部長に就任した。また、1992年に米沢有為会我妻榮記念館が開設されると同名誉館長を務めた。
産婦人科医として、世界保健機構（WHO）の人口抑制計画に参画。母子保健や家族計画、医事法学などの研究や発展途上国への医療協力事業にとりくんだ。
法学者の我妻学は子。社会心理学者の我妻洋は兄。

## 著書
- 『ピル=失敗しない避妊 正しい使い方とIUDの知識』昌平社、1974年。
- 『妊娠から出産まで』婦人之友社、1976年。
- 『失敗しない避妊 今、子どもがほしくない人のために』集英社、1984年。
- 『正しい避妊の知識 より安全に、より確実に』メジカルビュー社、1986年。
- 『鑑定からみた産科医療訴訟』日本評論社、2002年。
  - 『鑑定からみた産科医療訴訟』新訂 編著 箕浦茂樹,我妻学著 日本評論社、2013年。
- 『リプロダクティブヘルス グローバルな視点から性の健康をみつめる』南江堂、2002年。
- 『保健医療分野のODA 陰から光へ』勁草書房、2006年。

### 共編著
- 『産婦人科シリーズ no.5 受胎調節のすべて』編集 南江堂、1973年。
- 『母子保健講座』全5巻 前原澄子共編 医学書院、1973年。
- 『医師のための実用英会話』Laura J.Cassidy共著 メジカルビュー社、1982年。
- 『医事法学叢書 3 医事紛争・医療過誤』共著 日本評論社、1986年。
- 『助産学講座』全6巻 前原澄子共編 医学書院、1991年。
- 『最新育児学 第4版』内藤寿七郎編 宮崎叶,松島富之助,高橋悦二郎,高橋種昭,沢田啓司共著 医学書院、1995年。

### 翻訳
- バーバラ・G.アンダーソン,パメラ・J.シャピロ『看護婦のための産科学』医学書院、1974年。
- Leon Speroff,Philip D.Darney『避妊ガイドブック 避妊の医療と相談援助・性教育のために』監訳 早乙女智子編訳 文光堂、1999年。

## 論文
- Cinii